# Milthon Robles
Milthon Robles   (San Pedro Sula) és un periodista, locutor, escriptor hondureny, i activista pels drets humans hondureny que ha treballat en la rehabilitació de joves vinculats a bandes criminals.
Els seus reportatges d'investigació s'han centrat en la corrupció, la malversació de cabals públics i l'extractivisme de recursos miners, així com en l'explotació sexual de dones i infants. La seva feina de periodista, associada a la seva faceta d'activista, l'han dut a ser objecte de múltiples amenaces i intimidacions i agressions per part tant de les autoritats governamentals com del crim organitzat.

## Persecució i exili
Els atacs contra Milthon Robles van augmentar després dels seus reportatges sobre l'activitat il·legal coneguda com a «impostos de guerra». Es tracta d'extorsions fetes a petits comerços per part de grups criminals en les quals estaven implicats membres del govern nacional, policia, exèrcit i grans empreses. Robles va investigar àmpliament el tema i, a finals de 2015, en va començar a parlar al programa de la ràdio local Centro Informativo, emetent el testimoni de les víctimes de la trama delictiva. Aleshores, el seu telèfon va ser intervingut, les xarxes socials on escrivia van ser piratejades i va començar a rebre amenaces directes per tal que abandonés la seva investigació periodística. Més tard, va patir un intent d'atropellament i tiroteig des d'un vehicle en marxa. Finalment, el 19 de setembre de 2016, va ser segrestat en ple carrer i va rebre una pallissa brutal durant hores. Va ser alliberat amb la condició que deixés d'investigar. Va passar tres mesos sota amenaces de mort constants i va haver de canviar tot sovint de domicili.
Gràcies al suport de la asociacio per la democracia i els drets humans, Freedom House i el PEN Internacional va poder fugir d'Hondures i va refugiar-se a Europa el desembre d'aquell any. Actualment és resident del programa Escriptor Acollit del PEN Català i viu a Barcelona.